# Chlorophyllum subrhacodes
Chlorophyllum subrhacodes är en svampart som först beskrevs av William Alphonso Murrill, och fick sitt nu gällande namn av Vellinga 2002. Chlorophyllum subrhacodes ingår i släktet Chlorophyllum och familjen Agaricaceae.   Inga underarter finns listade i Catalogue of Life.